# 中野匡人
中野 匡人（なかの まさと）は、TBSテレビ総合編成本部DXビジネス局 担当局次長。
1987年入社。以来製作局に所属し、バラエティ番組・情報番組を担当。
2012年4月1日情報制作局情報3部担当部長に就任。
2012年6月1日情報制作局情報3部長に就任。
2013年9月1日情報制作局情報2部長に就任。
2016年7月1日情報制作局次長兼務に就任。
TBSホールディングス法務・コンプライアンス統括室担当局次長
その他には映画『包帯クラブ』のプロデューサーも務めた。

## 過去の担当番組
- Toki-kin急行 好きだよ!好きやねん（ディレクター）
- アッコにおまかせ!（ディレクター）
- クイズ100人に聞きました（ディレクター）
- 王様のブランチ（プロデューサー）
- ひるおび!（プロデューサー）
- 金曜プリティ（プロデューサー）
- サワコの朝（チーフプロデューサー）
- 白熱ライブ ビビット（制作）
- 有吉AKB共和国 (制作、以前はプロデューサー） ほか